# 中央町 (宇部市)
中央町（ちゅうおうちょう）は山口県宇部市の地名。中央町一丁目・中央町二丁目・中央町三丁目がある。住居表示施行地域。郵便番号は755-0045（宇部郵便局管区）。
南西側に宇部興産宇部ケミカル工場が接する。

## 地理

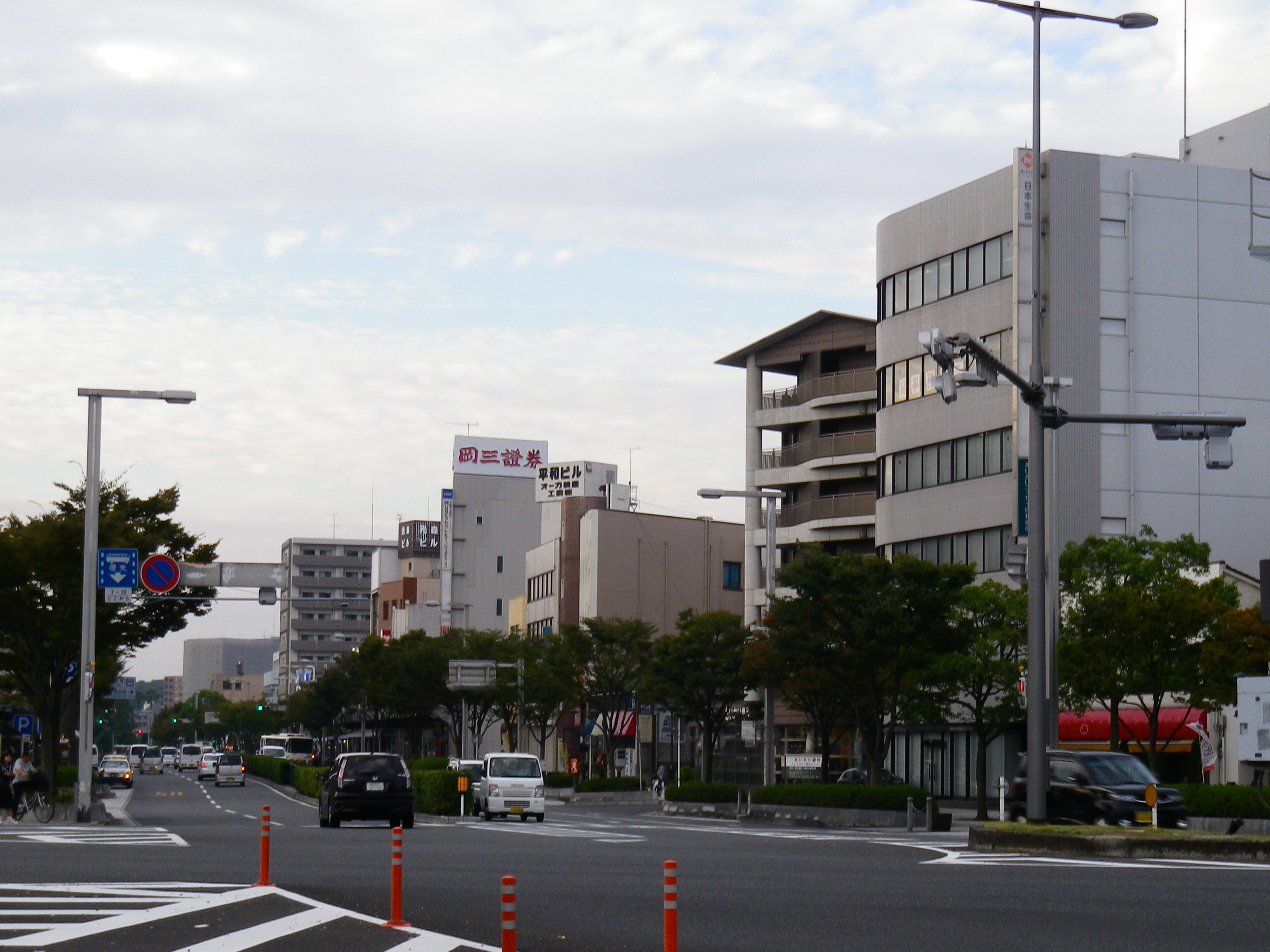
金融機関や企業支店が立ち並ぶ平和通り（宇部市道常盤通り宇部新川線）

宇部市の中心市街地に位置する。地域内は商業地域となっており、宇部中央銀天街、新川駅前商店街が地区を東西に貫き、宇部中央銀天街の南端には宇部中央壱番街、地区の西側には興産通り商店街、北東の宇部中央バス停沿いには宇部中央バス停商店街が立地する。新川駅前商店街には飲食店等が多く立地し、周辺は歓楽街となっている。また、宇部中央バス停商店街には金融機関が多く立地している。
地区の北東に接する平和通り（宇部市道常盤通り宇部新川線）沿線には宇部中央バス停を中心としてホテルやオフィス、金融機関等が立地し、地区の南西を通る国道190号沿線にはロードサイド店舗が立地している。
かつては宇部中央銀天街に大和中央店、新川駅前商店街に大和駅前店、宇部中央壱番街にLet'sO9や宇部東宝等が立地したほか、興産通り商店街はその名前の通り、宇部新川駅から宇部興産への通勤者で賑わっていた。しかし、モータリゼーションが進む中で駐車場等の整備が遅れ、郊外の大型ショッピングセンターに消費者が流出した結果、これらの大型店は2008年（平成20年）までに全て閉店し、地区内の商店街には核となる大型店が存在しない状況となった。

## 基盤整備
宇部市では、2000年（平成12年）3月に策定された「宇部市中心市街地活性化基本計画」に基づき、中央町三丁目地区のインフラ整備を進めている。
中央町三丁目第一地区（約1.2ha）では、総事業費約22億円で2001年度（平成13年度）から2004年度（平成16年度）にかけて土地区画整理事業（宇部都市計画事業中央町三丁目土地区画整理事業）が施工され、商店街アーケードや老朽化した木造家屋の撤去、狭隘な街路の拡幅、電線類地中化、広場の整備が行われた。この事業によって、従前に66人であった地区内人口は約200人に増加し地区の子供会が復活したほか、地区内で建物の外観を統一することを定めた街づくり協定を作成するなどの取り組みが評価され、2007年（平成19年）6月には都市景観大賞「美しいまちなみ優秀賞」を受賞している。
中央町三丁目第二地区（約1ha）では、2008年度（平成20年度）から住宅市街地総合整備事業が施工中であり、2012年度（平成24年度）までに第一地区と同様の整備が行われる予定であるが、この事業は土地区画整理事業ではないため、老朽建築物等の除却は希望者のみに対し行われることとなっている。
このほか、2009年度には宇部新川駅から国道190号に至る興産通り（都市計画道路宇部新川駅沖ノ山線）の拡幅・再整備（4車線化）が完了している。同年、旧宇部東宝ビルに商業施設・ルナーレが開業した。

## 歴史

### 沿革
- 1961年（昭和36年） - 宇部中央銀天街協同組合設立。
- 1979年（昭和54年）1月21日 - 新川駅前商店街設立。
- 1988年（昭和63年） - 宇部中央銀天街のアーケードおよびカラータイルをリニューアル。銀天プラザ開設。
- 1995年（平成7年）1月 - 大和駅前店が中央店に統合される形で閉店[2]。
- 1996年（平成8年）8月 - Let's09が閉店[2]。
- 1997年（平成9年） - 宇部中央地区再開発推進協議会が発足。
- 1998年（平成10年） - 大和中央店が閉店宣言をし一旦店じまいするものの、地元の要望に応えて店舗面積を縮小した上で再開[2]。
- 2000年（平成12年）12月 - 中央町三丁目土地区画整理事業が都市計画決定[3]。
- 2005年（平成17年）4月 - 中央町三丁目土地区画整理事業が竣工[3]。
- 2005年「中央町三丁目地区まちなか再生事業」で、平成17年度手づくり郷土賞（地域整備部門）受賞。
- 2007年（平成19年）6月 - 平成19年度都市景観大賞「美しいまちなみ優秀賞」受賞[3]。
- 2008年（平成20年）1月 - 大和中央店が閉店。

## 主な施設

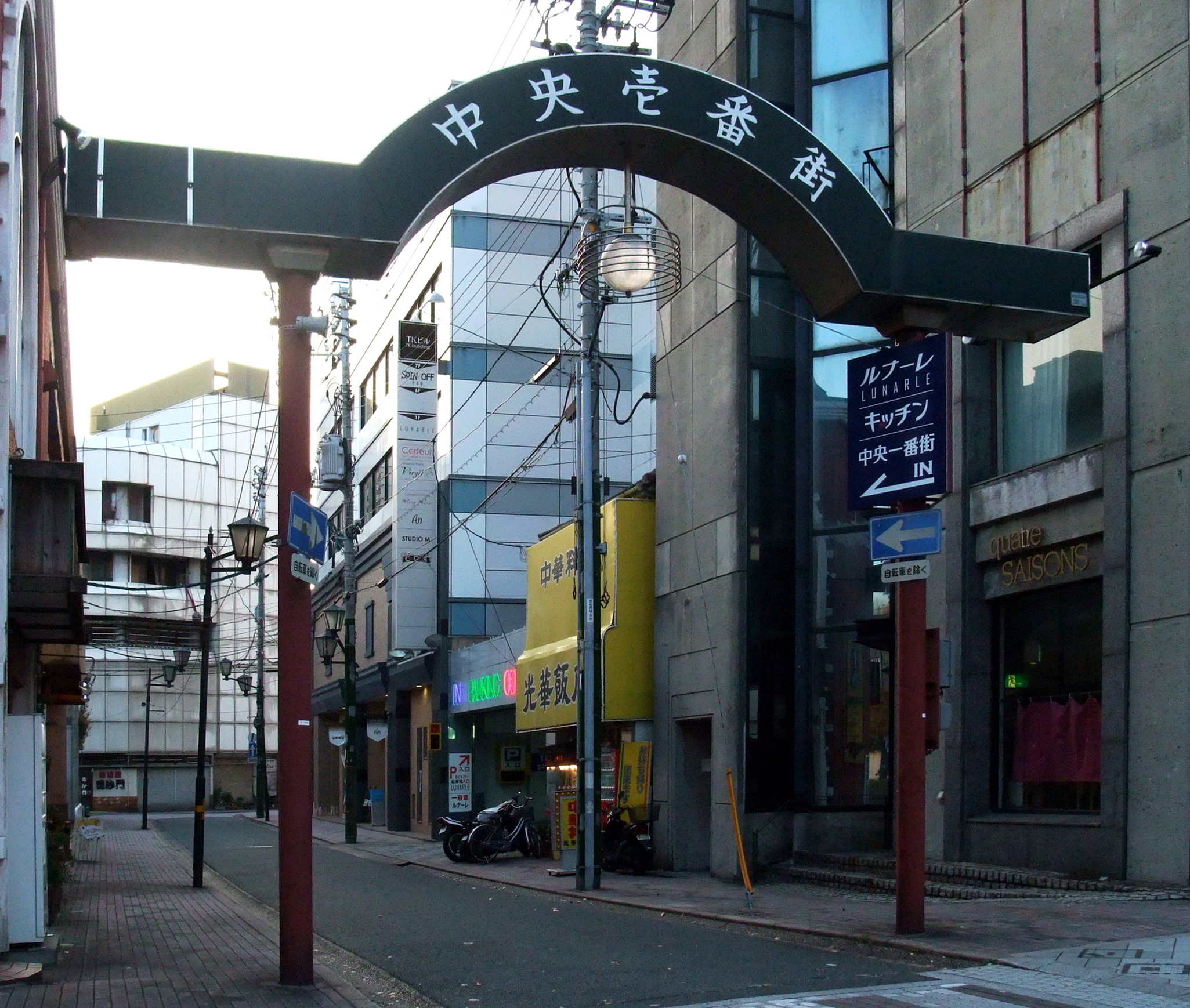
宇部中央壱番街

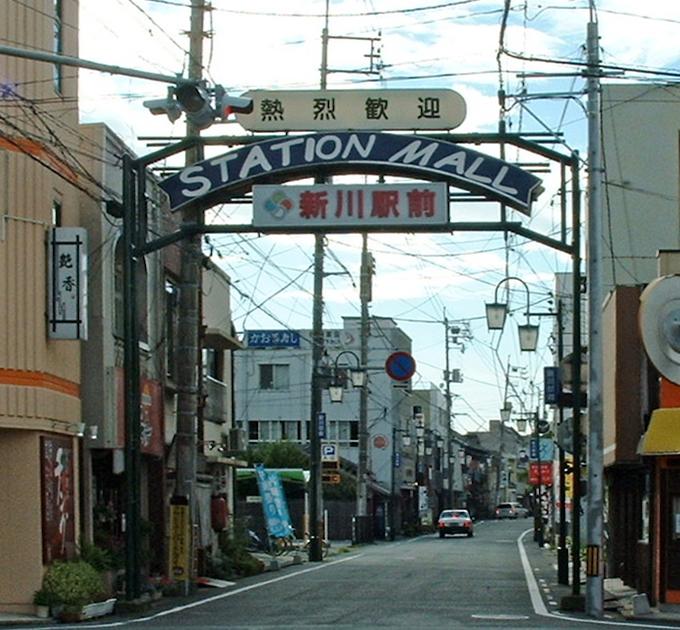
新川駅前商店街

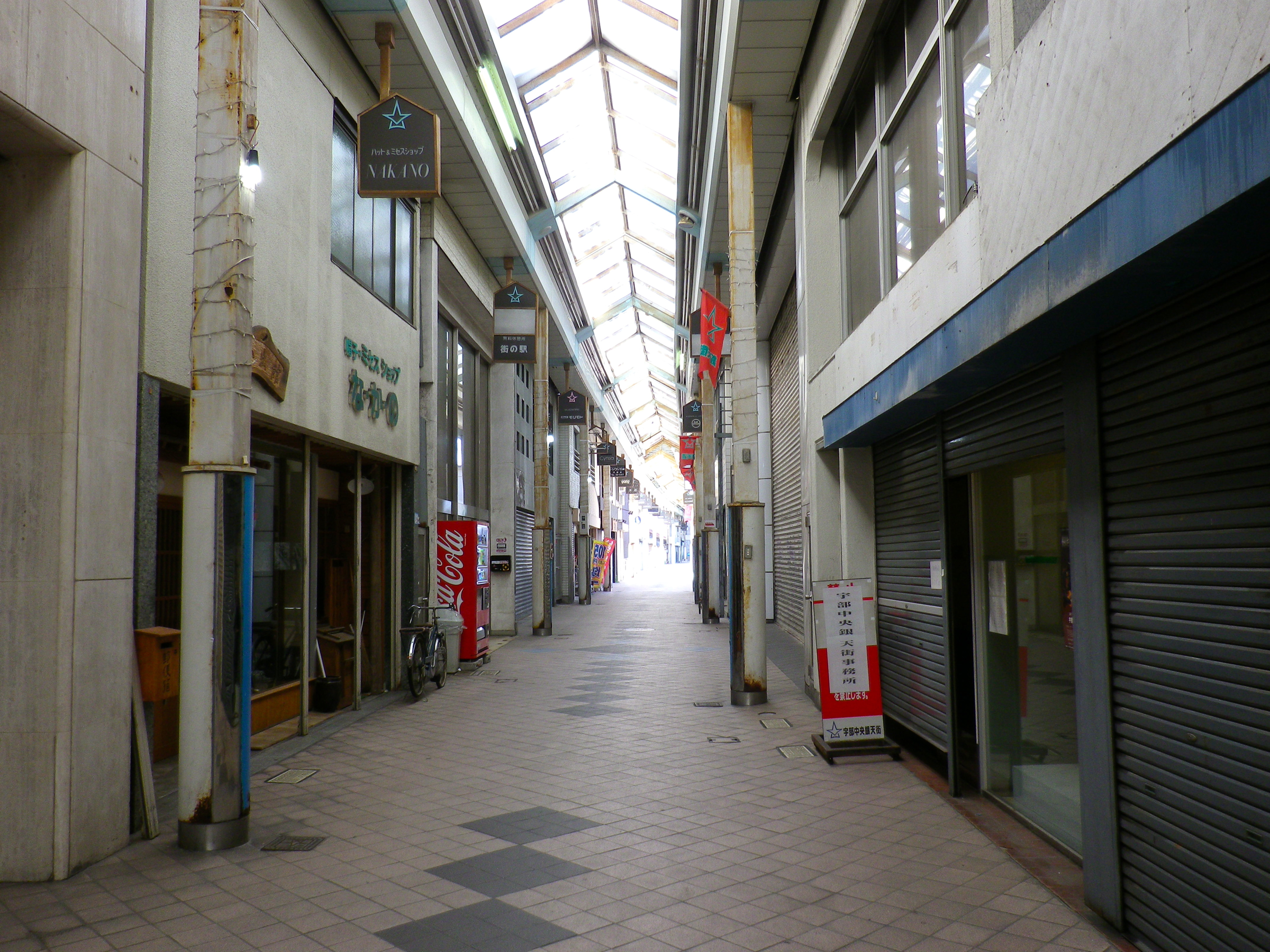
宇部中央銀天街

### 商業施設
- トライアル宇部中央店
- ルナーレ（旧・宇部東宝）
- 快活CLUB宇部中央店

### 商店街
- 宇部中央壱番街
- 宇部中央銀天街
- 宇部中央バス停商店街
- 新川駅前商店街

### 飲食店
- CoCo壱番屋宇部中央町店
- ジョイフル宇部中央店
- すき家宇部中央店

### ホテル
- スーパーホテルCity宇部

### 金融機関
- 西京銀行宇部支店

### その他
- 宇部進学教室宇部本部
- 宇部中央バス停

### かつて存在した施設
- 大和駅前店
- 大和中央店
- 宇部丸久→ダイエー宇部店/丸久宇部店→Let'sO9
- 宇部東宝

## 交通

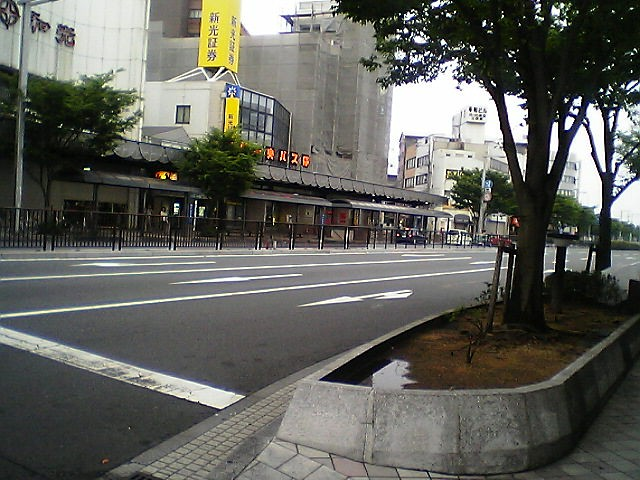
宇部中央バス停

### 鉄道
- JR西日本宇部新川駅下車。

### 路線バス
- 宇部市交通局・船木鉄道「宇部新川駅」「宇部中央」バス停のいずれかで下車。

## 出身・ゆかりのある人物
- 柳井正（実業家・資産家） - ファーストリテイリング代表取締役会長兼社長。